# Elisabeth Gnade
Elisabeth Gnade (geb. Plehn) (* 17. August 1863 in Summin bei Preußisch Stargard; † 6. Juni 1938 in Eisenach) war eine deutsche Schriftstellerin.

## Leben
Ihr Vater war der Gutsbesitzer Carl Plehn (1835–1882), ihre Mutter die Schriftstellerin Auguste Plehn, geborene Bresler, die ihre Werke unter dem Pseudonym Brigitte Augusti veröffentlichte. Sie verlebte ihre Kindheit auf dem Gute der Eltern und wurde dort von Hauslehrern unterrichtet. Im Alter von 15 Jahren verlor sie ihren Vater und zog mit der Mutter nach Danzig. 1884 verheiratete sie sich mit dem Offizier Gnade, mit dem sie nach Glogau und später nach Queuleu bei Metz sowie 1908 nach Eisenach zog. Trotz vieler Krankheiten, unter denen sie lange Zeit litt, publizierte sie neben Büchern auch Essays, Gedichte und Erzählungen in der „Täglichen Rundschau“, in der „Gegenwart“ und anderen Zeitungen und Zeitschriften.

## Werke
- Die Lebenden rufe ich! Essays. Pierson, Dresden 1894.
- Kleinstädtische Geschichten. Unterwegs u. Daheim. 3 Bände. Schlesische Buchdruckerei, Breslau 1897.
  - 1. Band: Nach Hause.
  - 2. Band: Der Maskenball, Wir sind allzumal Sünder, Mathildchen, Der Dank.
  - 3. Band: Drei Küchenfenster, Gegenüber, Abendruhe.
- Im Recht? Roman. Reissner, Dresden/Leipzig 1899.
- Sarkoschin. Roman. Reissner, Dresden/Leipzig 1900.
- Nordlicht. Roman. Reissner, Dresden/Leipzig 1900.
- Bergauf. Gedichte. Reissner, Dresden/Leipzig 1900.
- Winter. Gedichte. Zacharias, Magdeburg 1913.
- Des Meisters Liebe. Ein deutsches Waldschauspiel. Bleyer, Kronach 1913.
- Die Falle. Schauspiel in 3 Aufzügen. Bleyer, Kronach 1914.
- Jürgen Olis und die Traute. Ein Frauenschicksal in Liedern. Einführung von Johannes Schlaf. Dietsch & Brückner, Weimar 1924.
- Der Möwenschrei. Fink, Weimar 1927.
- Frauen. Gedichte. Die braunen Hefte 2. Fink, Weimar 1927.
- Das Heimatland sind wir! Die braunen Hefte 3. Fink, Weimar 1928.
- Ein Kind wird groß. Fink, Weimar 1932. (Neue Frauendichtung 1)
- Bank und Brunnen. Aus der Seele eines Thüringer Dorfes. Fink, Weimar 1929.
- Ein Dorf im Tal. Fink, Weimar 1935. (Neue Frauendichtung 10)